# حساسة
حَسَّاسة أو مُستَحِية أو مُحْتَشِمَة أو مُخْتَشِيَة أو خَجُولَة (الاسم العلمي: Mimosa Pudica) ( يشتق الاسم العلمي من الكلمة اللاتينية ( بوديكا) أي الخجولة/ العفيفة / المنكمشة، أيضاً يطلق عليها اسم النبتة الحساسة، أيضاً (لا تلمسني)، وهي أسماء شائعة. تعتبر من النباتات العشبية الزاحفة والسنوية. إن أوراقها المركبة تنطوي على نفسها وتتدلى بمجرد تعرضها للمس أو الاهتزاز. الموطن الأصلي لها هو أميركا الجنوبية وأميركا الوسطى لكن يمكن اعتبارها في الوقت الحالي من النباتات الاستوائية.

## الوصف العام
الساق منتصبة عند النباتات الصغيرة، لتصبح زاحفة أو مستلقية في المراحل العمرية المتقدمة. الساق نحيلة، متفرعة، تتراوح ما بين قليلة إلى كثيفة الأشواك. يصل طول الساق إلى 1.5 متر أي مايقارب الخمسة أقدام. الأوراق من النوع الريشي.
كل ورقة مركبة تتألف من عدد ورقة ريشية كبير من الوريقات، كل وريقة تتألف من أزواج متقابلة، يصل العدد في الوريقة الواحدة إلى 20 ل 26 وريقة متقابلة.السويقات الورقية أيضاً من النمط الشائك. الإزهار من النمط القمي، الأزهار عبارة عن أزهار قمية زهرية أو بنفسجية شاحبة اللون. ينشاً البرعم الزهري من محور الورقة في منتصف الصيف ويزداد عددها مع تقدم النبات في العمر.
الرأس كروي إلى بيضوي للرؤوس البالغ قطرها 8-10 ملم (باستثناء الأسدية). عند الفحص القريب يمكن مشاهدة الوريقات البتلية حمراء اللون في القسم العلوي في حين أن الخيوط وردية إلى لافاندرية اللون. الثمرة تتألف من تراكب/ تجمع ل2-8 قرون يصل طول
الواحد منها إلى 1-2 سم. حيث تكون شائكة عند الحواف.هذه القرون تنقسم إلى قطاعات من 2- 5 كل قطاع يشمل بذرة بنية شاحبة اللون طولها 2.5 ملم. الإلقاح من النمط الحشري والهوائي. غلاف البذور من النمط القاسي لمنع الانتاش
كالعديد من الأنواع النباتية الأخرى، فإن التغيرات التي تطرأ على الورقة تدعى (بالانتحاء/ النوم) أو الحركة الانتحائية en:Nyctinastic. حيث تغلق الأوراق في الظلام وتستجيب للضوء. كما أن الأوراق تستجيب بالانغلاق للعديد من المؤثرات الخارجية الأخرى، كاللمس والحرارة والنفخ والاهتزاز. كان يعتقد سابقًا أنها تفقد حساسيتها من كثر اللمس لكن الحقيقة أنها تتعلم أن مؤثر ما غير ضار فتتوقف عن الاستجابة له، ولكن تستجيب لتأثيرات أخرى (مثلًا لو تعودت على لمس شخص ما لها ستتوقف عن إغلاق أوراقها، لكن لو سقطت فجأة ستغلق أوراقها مرة أخرى.) وجدوا أنها تستطيع التعلم بسرعة فائقة وتحافظ على ما تعملته عن مؤثرات حولها لفترات طويلة، وكيفية تعلم النباتات وإحساسها بما حولها يبقى أمرًا غير مفهوم جيدًا علميًا. يطلق على الأنواع السابقة من المؤثرات بالحركة الاهتزازية. هذه الحركة تحصل عندما تفقد منطقة معينة من الخلايا ضغطها الانتباجي أو ضغط الامتلاء. هذا الضغط الذي ينشأ عن القوة المطبّقة على جدار الخلية النباتية من الداخل، أي من الماء الموجود ضمن حويصلات المادة السيتوبلازمية أو متضمناتها. عندما يتعرض النبات لمؤثر خارجي، تتأثر مناطق معينة في ساق النبات لتطلق مواد كيميائية تتضمن شوارد البوتاسيوم (أيونات البوتاسيوم) مما يجبر الخلية على إخراج الماء الداخلي مما يتسبب بانخفاض في ضغط الخلية مما يتسبب بانطواء/ انهيار الخلية. إن فرق الضغوط بين مناطق مختلفة في الخلايا يتسبب بانغلاق الأوراق وسقوط أوراق البتلات.
هذه المعالم واضحة وشائعة بين أفراد (تحت فصيلة) المستحية التابعة لفصيلة الفوليات. هذا التحفيز الحاصل في منطقة معينة يمكن أن ينتقل إلى أوراق مجاورة.
من غير المعلوم حتى الآن لماذا يملك نبات حَسَّاسة هذه الخاصية تحديداً، ولكن تميل آراء العلماء إلى اعتبارها نوعاً من الدفاع عن النفس تجاه المفترسات، الرأي الآخر يظن بأن الحركة السريعة تبعد الحشرات المؤذية.

## التصنيف والتسمية
تم وصف النبات لأول مرة عن طريق العالم كارولوس لينيوس في كتابه (الأنواع النباتية) في 1753. صفة النبات (بوديكا) تأتي من المصطلح اللاتيني الذي يعني المستحي/ الخجول إشارةً إلى رد فعلها الانكماشي لدى الاتصال.

## الأسماء الشائعة
- النبات الحساس
- النباتالمتواضع
- النبات المستحي
- العشب النائم
- نبات- لا تملسني
- شويموي
- نبات النمل

## التوزع الطبيعي
الموطن الأصلي لحَسَّاسة جنوب وأواسط أميركا، تم نقلها لأماكن أخرى حيث اعتبرت من النباتات الغازية في تنزانيا وجنوب آسيا وجنوب شرق آسيا وفي العديد من جزر الباسيفيك. يغزر النبات في أجزاء من أستراليا ويعتبر من الأعشاب في الإقليم الشمالي وغرب أستراليا. أيضاً تم زرعها في نيجيريا وسيشيل وموريشوس وشرق آسيا. لكن لا يمكن اعتبارها غزيرة الانتشار في تلك المناطق. وتنمو في الولايات المتحدة في فلوريدا وهاواي وفيرجينيا، ماريلاند، بورتوريكو وتكساس وفيرجن آيلاند.

## الزراعة
يتم زراعته بشكل داخلي سنوي، ويعتبر من الأنواع الأرضية. يتأمن نشره بواسطة البذور

## المكونات الكيميائية
يشتمل نبات الحَسَّاسة على القلويد السام المعروف باسم ميوزين، المعروف بتأثيره المضاد للتكاثر والقاتل للخلايا الحية. إن الخلاصة المستخرجة من النبات قادرة على شل يرقة الدودة الاسطوانية في أقل من ساعة. أما الخلاصة المائية للجذور فتملك تأثيراً معدلاً مثبطاً لفعالية سم أفعى الكوبرا.حيث يبدو أنها قادرة على كبح النشاط الأنزيمي والمسمم للعضلات في سم الكوبرا.

## معرض الصور

انكماش أوراق الحساسة.
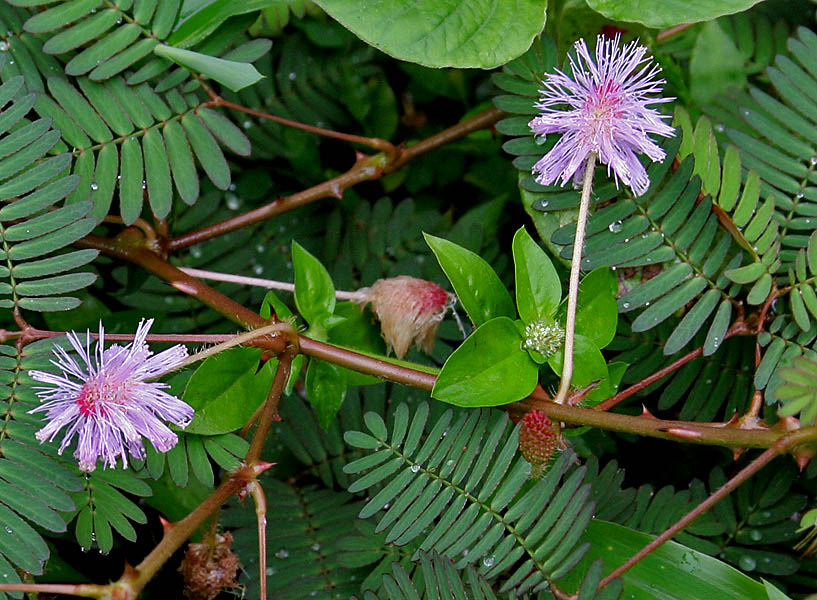
الحساسة في غوا، الهند.
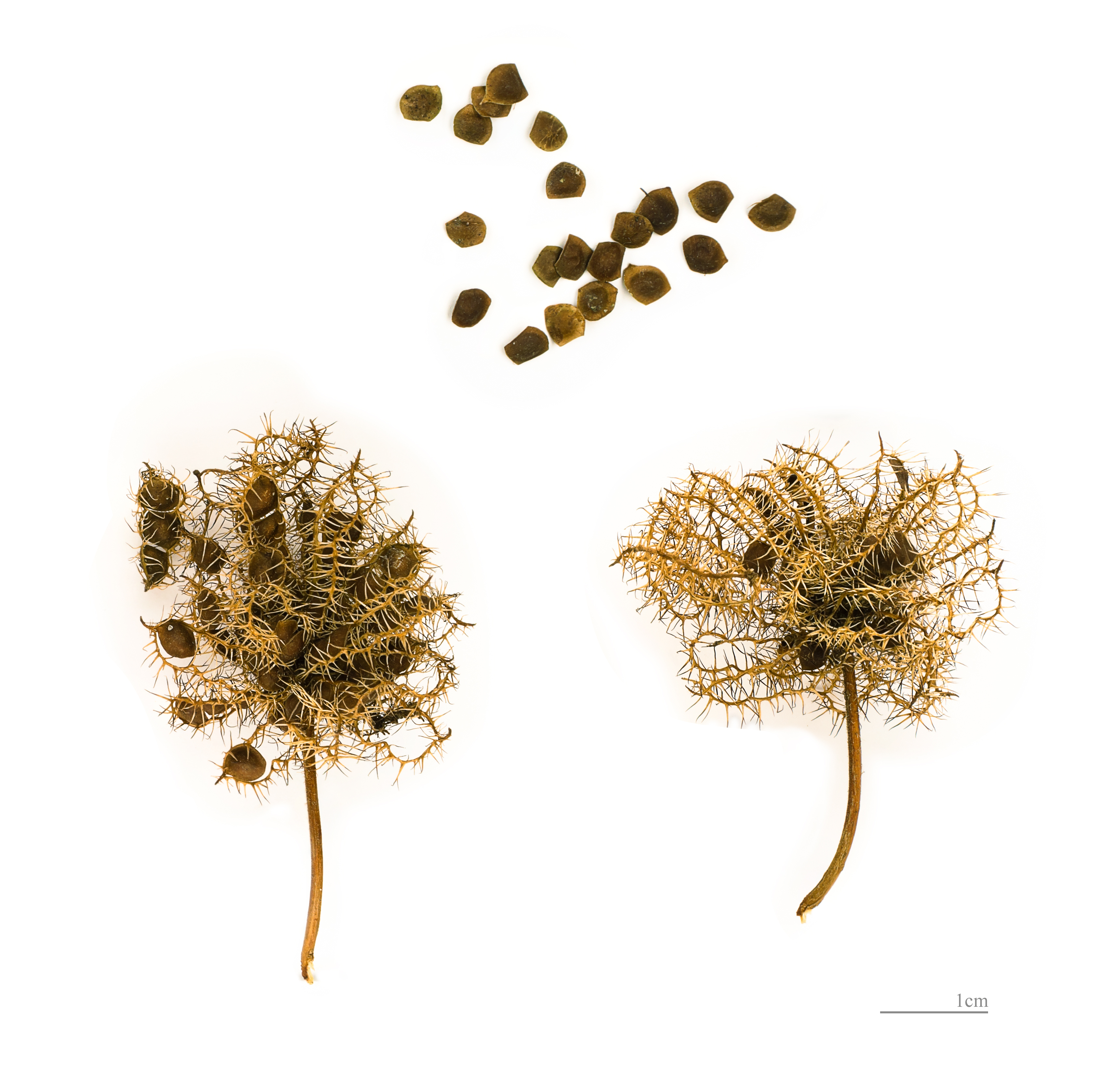
بذور الحساسة